# Kamienica Gustawa hr. Rawity Ostrowskiego w Warszawie
Kamienica Gustawa hr. Rawity Ostrowskiego – kamienica w Warszawie, znajdująca się u zbiegu ulic Mazowieckiej i Świętokrzyskiej. 
Została wzniesiona ok. 1913 według projektu architekta Stefana Szyllera na miejscu dwóch XIX-wiecznych kamienic. 
Zniszczona we wrześniu 1939, jej ruiny rozebrano w czasie okupacji niemieckiej.